# I Cugini di Campagna
I Cugini di Campagna sono un gruppo musicale pop italiano fondato nel 1970 a Roma.

## Storia
Il complesso musicale viene fondato nel 1970 su iniziativa di Silvano Michetti e successivamente scritturato dalla casa discografica Pull di Bruno Zambrini e Gianni Meccia; i due discografici scelgono la denominazione "agreste", perché nelle loro intenzioni iniziali volevano fosse un sodalizio musicale dal repertorio tradizionale italiano. La prima canzone del quartetto è infatti Il ballo di Peppe, lanciata dalla trasmissione Alto gradimento, condotta da Gianni Boncompagni e Renzo Arbore. Lo scarso successo ottenuto dalla band in questa prima fase, unito al desiderio di proporre musica prodotta dai medesimi componenti, spinge il quartetto a cambiare genere.
La formazione iniziale vede i due fratelli gemelli Silvano e Ivano "Poppi" Michetti rispettivamente alla batteria e alla chitarra, Gianni Fiori alle tastiere e Flavio Paulin alla voce ed al basso.
Dal 1973 fino al 1977, i Cugini di Campagna ottengono il successo con canzoni come Anima mia, a cui seguono Un'altra donna (che resta nella Hit Parade italiana nei primi dieci posti per più di 44 settimane), Innamorata, 64 anni, Preghiera, È lei, Conchiglia bianca, Tu sei tu. I brani sono composti da Ivano "Poppi" Michetti e Flavio Paulin e sono eseguiti in falsetto, effetto supportato dal registro di voce di Paulin che renderà caratteristiche le loro canzoni.
Dal 1978 in poi, dopo l'assestamento della formazione con l'ingresso del chitarrista/cantante Paul G. Manners al posto di Paulin, il complesso bissa il successo discografico con altri singoli: Dentro l'anima, Solo con te, Meravigliosamente, No tu no, Metallo, Valeria, Uomo mio e Cucciolo. Nel 1985 il brano Che cavolo d'amore segna la fine di un percorso che si chiude con le dimissioni di Paul G. Manners, inoltre il gruppo per un breve periodo si farà chiamare solamente “I cugini”. 
Dal 1986 (con l'ingresso del cantante Marco Occhetti al posto di Manners) fino al 1994, la band porta i suoi successi in giro per il mondo, con numerose tournée sia in Italia che all'estero.  Nel '96 il tastierista Giorgio Brandi, nella formazione dal 1973, rassegna le dimissioni.
Dopo una breve pausa e l'ennesimo assestamento della formazione, nel 1997 il quartetto dei Cugini di Campagna ritorna alla ribalta discografica grazie alla trasmissione televisiva Anima mia, condotta da Fabio Fazio e Claudio Baglioni. Il grande successo è riscontrato dal rientro nella Hit Parade di due album e, nel 1998, la pubblicazione di un nuovo disco di canzoni inedite dal titolo Amor mio.
Nel 2001 il complesso partecipa alla trasmissione La notte vola, gara musicale tra i brani più famosi degli anni ottanta, nella quale presenta il successo del 1980 Meravigliosamente.
Nick Luciani, voce dal 1994 al 2014, quarto cantante del complesso in ordine temporale, il 12 dicembre 2014 annuncia le sue dimissioni, accompagnate da una nota polemica nei confronti di Ivano Michetti, uno dei due fratelli gemelli, per discordanze sulla gestione del quartetto e denunciando «mancanza di collaborazione, prove, allestimento degli spettacoli», problemi che avrebbero portato a «concerti sempre più scadenti».
Nel 2015, la formazione si è assestata con Silvano Michetti (batteria), Ivano Michetti (chitarra e voce), Tiziano Leonardi (sintetizzatori e programmazione moduli ausiliari) e Daniel Colangeli (in sostituzione di Nick Luciani), nuova voce solista. Contemporaneamente il gruppo prende parte al format televisivo MilleVoci di Gianni Turco.
Nell'ottobre 2020 Daniel Colangeli lascia il gruppo e nel marzo 2021, in seguito ad una rappacificazione tra Ivano Michetti e Nick Luciani, quest'ultimo torna ad essere nuovamente la voce dei Cugini di Campagna dopo quasi 7 anni di assenza.
Il 4 dicembre 2022 è stata annunciata la loro partecipazione al Festival di Sanremo 2023 dove ottennero il primato di essere il gruppo che ha esordito più tardi al Festival di Sanremo dall'inizio della propria carriera, esattamente a distanza di 53 anni dalla fondazione.  Successivamente viene annunciato il titolo del brano Lettera 22, scritto dal duo La Rappresentante di Lista. Nel corso della competizione canora si esibiscono con la loro canzone durante la prima serata; mentre nella quarta dedicata alle cover cantano in coppia con Paolo Vallesi La forza della vita e Anima mia, piazzandosi al 22º posto. Infine, durante la quinta serata, concludono al 21º posto della classifica finale.
Dal 28 settembre 2024 prendono parte, come primo gruppo nella storia del programma, a Ballando con le stelle.

## Aspetti discografici
La nascita, crescita e sviluppo del quartetto all'interno della piccola etichetta discografica Pull dal 1970 al 1981 ha fatto sì che sovente i componenti del complesso collaborassero, anche se non espressamente menzionati, alla realizzazione di brani di altri artisti della stessa casa discografica. Se, da un lato, la loro produzione non è mai stata riproposta per intero anche dopo il buon successo della trasmissione televisiva di Fabio Fazio del 1997, sarebbe opportuno aggiungere alla discografia del quartetto quei brani originali inediti che, per caso o per intenzione, sono comparsi spesso all'interno di antologie (compilation):
- Papaveri e papere, presentato in un long playing antologico Piccola storia della canzone italiana, omaggio della RAI ai nuovi abbonati alla televisione nel 1974;
- In ogni mio pensiero, del duo Anelli-Jurgens su 45 giri Pull del 1974, con la partecipazione canora inconfondibile di Flavio Paulin;
- Within my heart, versione in lingua inglese di Dentro l'anima, brano interpretato da Paul Manners, fa parte di un progetto in lingua inglese del complesso, rimasto inedito o incompiuto, sul finire degli anni settanta;
- Qua la mano;
- Aspetta amore;
- Bella gente.

Questi tre brani inediti appaiono per la prima volta in una antologia di successi del quartetto editi dalla D.V.More Record nei primi anni novanta e sono del periodo della prima formazione (1970-1972). Sia Aspetta amore che Bella gente compariranno su altre antologie di loro successi (Columbia - COL 489465 2 del 1997 e Sony-BMG 82876824552 del 2006).
- Cariño mío - Su un disco mix Anima mia remix (Dig it, DMX 10421) del 1997 viene presentata anche una versione dance in lingua spagnola, usando il master originale del 1973 interpretato da Flavio Paulin per il mercato spagnolo.

In una antologia monografica abbinata al settimanale Panorama del luglio 2008, parte della collana intitolata "Italian Beat", compaiono per la prima volta alcuni brani delle origini, quali Il ballo di Peppe, Tolon tolon, Di di yammi, Un letto e una coperta, Viva d'Artagnan (Arnoldo Mondadori Editore - SIAE IB 08 09).
Nel 2014 esce un brano singolo, compreso in un'antologia con tutti i brani storici del quartetto, distribuito dalla Sony Music, che ha per titolo Ti ho sognata mentre stavi ritornando. La musica del brano, che dà il titolo alla stessa antologia composta da tre CD, è stata composta da Ivano Michetti e Alessandro Hueber; su di essa Marco Elfo Buongiovanni ha steso il testo. Il brano è stato licenziato dalle edizioni musicali Centotre, che in quota parte con la Klasse Uno e la Regno Unito ne detengono i diritti editoriali.
Versioni in lingua spagnola
- Cariño mío/Enamorada (EMI ODEON J006-96829). Pubblicato nel mercato spagnolo nel 1975, presenta il complesso solo come "Campagna".
- Amada mía/Yo te digo (Music-hall - MH 32236) Questo il titolo per la versione argentina del 1975 di Anima mia, quindi con differenze rispetto all'edizione per la Spagna;
- Enamorada/El navío (Music-hall - MH 32258). Pubblicato nel 1975 sempre in Argentina, propone il brano Enamorada (Innamorata), con un testo differente rispetto a quello per il mercato spagnolo, ed El navío (Il vascello), con un arrangiamento differente rispetto alla versione italiana.

I due dischi 45 rpm pubblicati in Argentina cantati in spagnolo vennero proposti con la copertina forata standard. Esiste anche una prima edizione di Amada mía/Yo te digo (Music-hall - MH 32210) del 1974, con copertina fotografica identica all'edizione italiana di Anima mia/Te la dico. Salvo che per i titoli scritti in spagnolo, sia all'esterno che sulle facciate del disco, di fatto, i brani sono cantati in italiano.
Versioni in lingua francese
- Anima mia (International Shows – IS 45.717) è stata incisa nel 1974 da Dalida.

Versioni in lingua svedese
- Anima mia è stata incisa nel 1975 da Frida con il titolo Ett Liv I Solen, brano contenuto nell'album Frida ensam.

## Formazione
Attuale

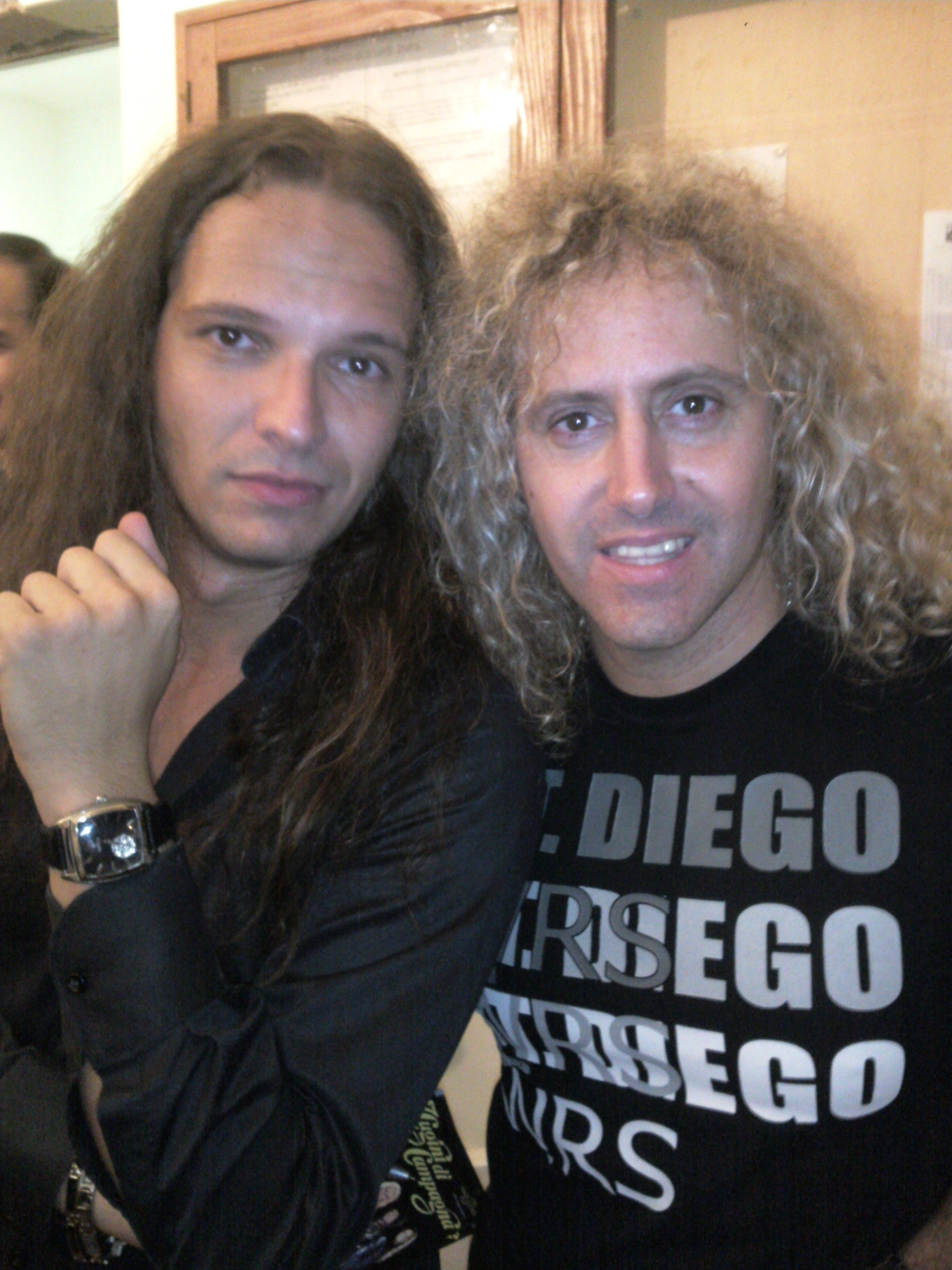
Tiziano Leonardi e Nick Luciani (2012)

- Ivano "Poppi" Michetti – chitarra, cori, basso (1970-presente)
- Silvano Michetti – batteria, percussioni, cori, programmazione (1970-presente)
- Nicolino "Nick" Luciani – voce, keytar, tastiera (1994-2014, 2021-presente)
- Tiziano Leonardi – tastiera, cori (2012-presente)
- Raffaele "Lele" Esposito - batteria, keytar (2020-presente)
- Alessandro "Ales" Sabatini - batteria, keytar (2020-presente)

Ex componenti
- Gianni Fiori – tastiera (1970-1972)
- Flavio Paulin – basso, voce, chitarra (1970-1977)
- Paul Gordon Manners – chitarra, voce (1978-1985)
- Marco "Kim" Occhetti – voce, chitarra (1986-1994)
- Giorgio Brandi – tastiera (1973-1996)
- Luca Storelli – tastiera, cori (1997-2011)
- Daniel Colangeli – voce, tastiera (2015-2020)

## Discografia

### Album in studio e compilation ufficiali
- 1972 – I Cugini di Campagna
- 1973 – Anima mia
- 1974 – Un'altra donna
- 1975 – Preghiera
- 1976 – È lei
- 1977 – Tu sei tu
- 1978 – Dentro l'anima... e qualcosa dei giorni passati
- 1980 – Meravigliosamente
- 1981 – Metallo
- 1982 – Gomma
- 1991 – KimEra (inediti e nuove versioni)
- 1995 – Anima mia - canzoni dal vivo (live)
- 1997 – La nostra vera storia (compilation)
- 1997 – Anima mia (inediti e nuove versioni)
- 1998 – Amor mio
- 1999 – Sarà (compilation con inediti)
- 1999 – La storia (compilation, 2 CD)
- 2003 – 1973-2003 30 anni di: una storia infinita (compilation con inediti, 2 CD)
- 2006 – Sapessi quanto... e la storia continua (compilation con inediti, 2 CD)
- 2011 – Anima mia... Mi manchi tu... da 40 anni (box set con inediti e rarità, 4 CD + 1  DVD)
- 2014 – Anima Mia, torna a casa tua...Ti ho sognata mentre stavi ritornando (compilation con inediti, 3 CD)
- 2017 – Una meravigliosa storia infinita dal 1970 al 2017 (compilation con inediti)
- 2023 – Lettera 22

### Singoli
- 1970 – Il ballo di Peppe / Tolòn tolòn
- 1971 – Di di Yammy / La ragazza italiana
- 1972 – Un letto e una coperta / L'uva è nera
- 1973 – Anima mia/Te la dico
- 1974 – Innamorata / Il vascello
- 1974 – Un'altra donna / Un debole respiro
- 1975 – 64 anni / Oh Biancaneve
- 1975 – Preghiera / A.A.A. ragazza cercasi
- 1976 – È lei / Love me sweetheart
- 1976 – Conchiglia bianca / Oh Eva
- 1977 – Tu sei tu / Donna
- 1977 – Viva D'Artagnan / La prima cosa che devi sapere
- 1978 – Dentro l'anima / Halloo Cousins!
- 1979 – Solo con te / Mister Paul
- 1980 – Meravigliosamente / Festa
- 1981 – No tu no / Metallo
- 1981 – Valeria / Floridia
- 1982 – Uomo mio / Elastico
- 1982 – Cucciolo / Volando
- 1983 – Il saltapicchio (pubblicato con lo pseudonimo Cespuglio)
- 1985 – Che cavolo d'amore
- 1997 – Medley: Anima mia/Anima ah ah
- 1998 – Amor mio
- 1998 – La nostra terra / Il mio angelo
- 1999 – Sarà / Medley: Anima mia/Anima ah ah
- 2003 – Vita della mia vita
- 2006 – Sapessi quanto
- 2011 – Mi manchi tu
- 2012 – Il peperoncino
- 2014 – Ti ho sognata mentre stavi ritornando
- 2016 – Madre Teresa
- 2021 – Vorrei ma non posto
- 2021 – Fratelli d'Italia
- 2021 – Zitti e buoni
- 2023 – Lettera 22

## Apparizioni televisive
- Nel 2005 hanno partecipato come ospiti in Premiata Teleditta 3, nella parodia di Top of the Pops con il brano Meravigliosamente in versione Beatles e Village People.
- Nel 2006 i gemelli Ivano e Silvano Michetti hanno partecipato come concorrenti alla terza edizione del reality show La fattoria su Canale 5, venendo eliminati nel corso dell'ottava puntata con il 68% dei voti.
- Nel 2008 sono stati guest star nella terza serie I Cesaroni.
- Nel 2015 hanno partecipato al format musicale MilleVoci di Gianni Turco per il lancio del loro nuovo brano Ti ho sognata mentre stavi ritornando. Sono poi tornati a far parte della squadra del programma anche nei due anni successivi.
- Nel 2018 hanno partecipato al film TV Din Don - Una parrocchia in due su Italia 1.
- Nel 2022 prendono parte, in qualità di ospiti, alla prima puntata de Il cantante mascherato nel duetto con la maschera della Volpe (alias Paolo Conticini), cantando Zitti e buoni dei Måneskin.
- Nel 2022 Silvano Michetti e Nick Luciani prendono parte al reality L'isola dei famosi, entrando in gioco dopo due settimane. Silvano viene squalificato dopo pochi giorni per blasfemia. Nick arriva invece in finale, classificandosi sesto.
- Nel 2024 il gruppo prende parte come concorrente a Ballando con le stelle in onda su Rai 1, assieme alla ballerina Rebecca Gabrielli.

Da concorrenti:
- La Fattoria (Canale 5, 2006) - concorrenti (Ivano e Silvano)
- L'isola dei famosi (Canale 5, 2022) - concorrenti (Nick e Silvano)
- Festival di Sanremo 2023 (Rai 1, 2023) - concorrenti
- Ballando con le stelle (Rai 1, 2024) - concorrenti